# Іриней (Бекіш)
Іриней Бекіш (в миру Іван Миколайович Бекіш, англ. John Bekish, пол. Jan Bekisz; 2 жовтня 1892, Межиріч, Люблінська губернія, Російська імперія (нині Люблінське воєводство, Польща) — 18 березня 1981, Нью-Йорк, США) — архієпископ Нью-Йоркський, митрополит всієї Америки і Канади невизнаної Православної Церкви в Америці. Релігійний діяч у США українського походження.  

## Життєпис
У 1914 закінчив Холмську духовну семінарію. Після випуску з семінарії одружився і два роки служив читцем на парафії. 
1 серпня 1916 висвячений на ієрея єпископом Бєльським Серафимом Остроумовим. 
Призначений у військове духовенство і приставлений помічником настоятеля Люблінського кафедрального собору. Служив настоятелем низки парафій в Польщі. 
11 грудня 1928 призначений благочинним другого благочиння Сарненського району на Рівненщині.  
У 1934 возведений у сан протоієрея.  
1 травня 1934 стає благочинним першого Камінь-Каширського районного благочиння. 
1 січня 1935, як успішний адміністратор, призначається в консисторію Польської православної церкви. 
У 1936 переходить на посаду помічника настоятеля Пінського собору.  
26 серпня 1938 призначений настоятелем приходу в Лунинці і місцевим благочинним, а з 1 жовтня — ще й завідувачем Лунинецького міссіонерського комітету. 
У 1944 евакуювався разом з родиною в Німеччину де служив в таборах для переміщених осіб.  
У жовтні 1947 виїхав до Бельгії. 
19 жовтня 1947 увійшов в підпорядкування митрополита Володимира Тихоницького, глави Російського екзархату в Західній Європі в юрисдикції Константинопольського Патріархату. 
20 березня 1952 переїхав до США і був прийнятий до складу російської Північно-Американської митрополії.  
Був настоятелем Троїцького храму в Мак-Аду, штат Пенсільванія. 
Після смерті 31 березня 1953 дружини, був 15 травня 1953 обраний єпископом Токійським і Японським.  
28 травня прийняв постриг з ім'ям Іриней і був зведений в сан архімандрита. 
Єпископська хіротонія була здійснена 7 червня 1953 митрополитом Леонтієм Туркевичем та іншими архієреями Північно-Американської митрополії. 
В Японії займався активною діяльністю по відновленню Церковного життя, сильно постраждала під час Другої Світової Війни.  
При ньому відбудовалися церкви, відновлювалися громади, зростало число навернених у православ'я, 17 жовтня 1954 відкрилася Токійська духовна семінарія, яка припинила своє існування під час війни. 
Найболючішим питанням в житті японського православ'я був юрисдикційний розкол між прихильниками Московського Патріархату, на чолі з єпископом Миколаєм Оно, і Американської митрополії. Єпископ Іриней схилив єпископа Миколая і більшість його кліру відступити від Москви і увійти до складу Американської митрополії в квітні 1954. 
Хоча в 1955 духовна місія в Кореї вийшла з підпорядкування єпископу Іринею і перейшла під омофор Константинопольського патріархату, досягнення єпископа Іринея були високо оцінені Великим архієрейським собором Американської Митрополії, який 9 травня 1957 звів його в сан архієпископа. 
14 червня 1960 архієпископ Іриней призначений архієпископом Бостона і Нової Англії і помічником підстаркуватого очільника Американської митрополії, митрополита Леонтія Туркевича. Паралельно недовго служив адміністратором Канадської архієпископії. 
Синодальним рішенням від 9 жовтня 1962 архієпископ знову призначений головою Японської єпархії, проте, залишаючись в Америці, реальне управління японською паствою доручив нововисвяченому єпископу Кіотському Володимиру Нагоському, який в 1964 формально зайняв місце Іринея як Токійський архієрей. 
Після смерті митрополита Леонтія 14 травня 1965 Великий архієрейський собор обрав архієпископа Іринея місцеблюстителем Предстоятельської кафедри.  
На XII Соборі Північно-Американської митрополії 23 вересня 1965 Іриней був обраний новим архієпископом Нью-Йоркським, митрополитом всієї Америки і Канади. 
Його предстоятельство було ознаменоване історичним досягненням — повним примиренням Московського Патріархату і Американської митрополії та даруванням 10 квітня 1970 автокефалії від РПЦ, яка, втім, не була визнана Константинопольським патріархатом та іншими грецькими церквами. 
9 червня 1970 Архієрейський Синод дарував митрополиту Іринею, як главі автокефальної церкви, титулБлаженнішого. 
На початку 1974 у зв'язку з погіршенням здоров'я митрополит Іриней звернувся до Синоду з проханням обрати тимчасового адміністратора митрополичої кафедри для повсякденної роботи.  
15 травня 1974 на цю посаду був призначений архієпископ Монреальський і Канадський Сильвестр Харунс. 
9 березня 1977 оголосив про своє рішення піти на спокій 25 жовтня, в день відкриття V Собору Православної церкви Америки. Собор обрав новим очільником церкви єпископа Феодосія Лазора, а митрополит Іриней пішов в будинок для людей похилого віку. 
Помер 18 березня 1981 в Нью-Йорку від серцевого нападу. 

## Нагороди
- набедренник і скуфія (1917).
- камилавка (11 грудня 1928).
- золотий наперсний хрест (1929).
- палиця (1937).
- наперсний хрест з коштовностями (1940).
- митра (1947).